# Khano Smith
Khano Smith (Paget, Bermudas; 10 de enero de 1982) es un exfutbolista y entrenador bermudeño. Jugaba de extremo. Es entrenador del Rhode Island FC desde 2024.

## Trayectoria

### Como jugador
Debutó en el fútbol profesional con el Carolina Dynamo en 2003. Tras una temporada en Carolina regresó a su tierra natal y fichó por el Dandy Town Hornets, conquistando el título nacional de la temporada 2003-04. En su segunda temporada con el Dandy Town, se coronó máximo goleador de la liga y consiguió la Copa de Campeones de Bermudas. En 28 partidos con el Dandy Town marcó 15 goles. 
Tras su paso exitoso con el Dandy Town, el New England Revolution de la Major League Soccer fichó a Smith. Durante sus cuatro temporadas en New England, Smith fue un jugador clave, ayudando al club a conquistar la US Open Cup del 2007 y la SuperLiga Norteamericana en 2008. 
En 2009 fue fichado por el Red Bull New York, durante la temporada fue dado de baja y fichó por el Lincoln City.
En marzo de 2010 decidió fichar por New England Revolution tras convertirse en agente libre aunque fue liberado del club al final del año.
El 7 de marzo de 2011 fichó por el Carolina RailHawks de la North American Soccer League. Sin embargo, no fue agregado al plantel final para la temporada 2011, luego Smith reveló que no jugó para Carolina por desacuerdos en su contrato.

### Como entrenador
Se retiró en 2014, y entre los años 2016 y 2018 fue entrenador asistente en el Orlando Pride. 
En 2019 aceptó el cargo de entrenador asistente en el Birmingham Legion FC, para trabajar en su temporada debut en la USL Championship.

## Internacional
Khano Smith representó  a la selección nacional de Bermudas en 33 ocasiones, donde anotó 10 goles. Ha participado en 13 partidos de eliminatorias para la Copa Mundial de Fútbol (2006, 2010 y 2014) anotando 6 goles.

## Clubes

### Como jugador
| Club                   | País           | Año         |
| ---------------------- | -------------- | ----------- |
| Carolina Dynamo        | Estados Unidos | 2003        |
| Dandy Town Hornets     | Bermudas       | 2003 - 2005 |
| New England Revolution | Estados Unidos | 2005 - 2008 |
| New York Red Bulls     | Estados Unidos | 2009        |
| Lincoln City           | Inglaterra     | 2009 - 2010 |
| New England Revolution | Estados Unidos | 2010        |
| Bermuda Hogges         | Bermudas       | 2011        |
| Real Boston Rams       | Estados Unidos | 2014        |

### Como entrenador
| Club                              | País           | Año           |
| --------------------------------- | -------------- | ------------- |
| Southern New Hampshire University | Estados Unidos | 2015          |
| Orlando Pride (Asistente)         | Estados Unidos | 2016 - 2018   |
| Birmingham Legion FC (Asistente)  | Estados Unidos | 2019 - 2023   |
| Rhode Island FC                   | Estados Unidos | 2024-presente |

## Palmarés

### Como jugador

#### Títulos nacionales
| Título                        | Club                   | País           | Año     |
| ----------------------------- | ---------------------- | -------------- | ------- |
| Liga Premier de Bermudas      | Dandy Town Hornets     | Bermudas       | 2004    |
| Copa de Campeones de Bermudas | Dandy Town Hornets     | Bermudas       | 2004-05 |
| Lamar Hunt U.S. Open Cup      | New England Revolution | Estados Unidos | 2007    |
| SuperLiga Norteamericana      | New England Revolution | Estados Unidos | 2008    |